# C/2014 W11 (PANSTARRS)
C/2014 W11 (PANSTARRS) — одна з короткоперіодичних комет сім'ї Юпітера. Ця комета була відкрита 26 листопада 2014 року; вона мала 18.6m на час відкриття.